# 社会改良主義
社会改良主義（しゃかいかいりょうしゅぎ、英: Reformism）とは、社会主義に類する政治思想のひとつ。訳者により社会改革主義や、単に改良主義と呼ぶ場合も多い。伝統的なマルクス主義やレーニン主義などと異なり革命や階級闘争を否定して労働組合、労働運動や労使協調による資本主義社会の穏健な「改良」を訴え、労働者に対する福祉や社会保障など社会政策の充実や社会資本の整備を通じて労働者の生活を改善・向上させ、福祉国家を建設することにより「漸進的に社会主義を実現できる」とする。共産主義ではない社会主義思想のひとつで、のち民主社会主義に発展した。改良主義という言葉は元々エドゥアルト・ベルンシュタインによって用いられた。

## 概要

### 形成
さまざまなユートピア社会主義（空想的社会主義）やキリスト教社会主義、社会正義の精神に基づく良心的な篤志家、社会改良家の活動があり、自由主義者として知られるジョン・スチュアート・ミルも晩年には社会主義に傾いたとされるが、具体的な運動としては1884年にイギリスで創設されたフェビアン協会を代表格とする。このため特に社会政策や社会資本の充実を重視したフェビアン協会の思想を指して ガスと水道の社会主義 と呼ばれることがある。また政治的には政党を形成する際、特定の社会階級に依拠する階級政党ではなく、あまり階級を問わず幅広く開かれた国民政党として議会政治を尊重する立場をとる。のちにケインズ経済学が経済学・財政学の観点からの政策的な裏付けとなり（ケインズ政策）、第二次世界大戦後のイギリスで混合経済政策のもと「ゆりかごから墓場まで」と称された福祉国家を実現した。

### 「改良主義」論争
一方、マルクス・レーニン主義者からは、資本主義を否定するにもかかわらず革命や階級闘争は否定する点を指して階級の考え方が弱い、またロシア革命後には共産主義者から帝国主義への批判がないなどと非難され続けた。ローザ・ルクセンブルクらによって社会改良主義、改良主義は社会民主主義や修正主義と同じく中道寄りの穏健派に対して資本主義への妥協だと非難・除名する際に頻繁に用いられ、一種の蔑視語とされる傾向も生じた。
この20世紀を通じて繰り広げられた社会改良主義者や修正主義者、社会民主主義者や民主社会主義者など穏健な社会主義者と、マルクス・レーニン主義者をはじめ急進的な社会主義者・共産主義者との間での激しい論争や抗争によって、社会主義運動には大分裂がもたらされてしまった。たとえば日本では戦前の社会民衆党など無産政党は第二次世界大戦後、日本社会党としてまとまり、その中でも穏健な流れをくむ社会党右派の政治思想となったが、急進的な社会・共産主義者との対立の結果、社会党左派との左右社会党の分裂を招いた。両派は1955年いったん統一したが（55年体制）対立は収まらず、1960年には右派のかなりの部分が民社党として独立してしまった。民社党の労使協調の路線が企業擁護の労働組合（御用組合）の思想として非難されるなどの結果、これに対抗するため強烈な反共主義を伴うこととなり、民社党や社会改良主義への「右寄り」「タカ派」というレッテル貼りの根拠となってしまった。
また社会党に残った側でもイタリア共産党を模範とした構造改革について、社会主義協会などの党内左派から改良主義、修正主義、日和見主義であるとされ激しい党内抗争が繰り広げられた。その結果、左派が勝利を収めたが、冷戦末期になると揺り戻しがあり、再び社会党右派などの社会改良主義が優位になった。しかし、反対する左派との内部対立は続いた。

### 現在の状況
日本国内では現在も左派のマルクス主義者などから、社会民主党、日本共産党や労働組合の連合などに対して、かつてほどではないが同様に修正主義や改良主義という非難が用いられがちである。立憲民主党や国民民主党に対しても同様の批判があるが、立憲民主党は社会党出身者のほか自由民主党出身者も存在し、一概に保守とも革新とも分別できない混成勢力であることから、やや事情は異なる。国民民主党も旧民社党出身者や自民党出身者から成る混成勢力であり新自由主義者も多く、マルクス・レーニン主義はもちろんのこと、社会改良主義にも批判的立場を取る者もいる。現在は社会自由主義や第三の道論などとともに穏健な中道左派理論の重要な一要素となっている。
イギリス労働党はイギリス最初の社会主義政党である社会民主同盟よりフェビアン協会が源流のひとつであるため、現在でも社会改良主義の影響が大きい。同様の傾向はインド国民会議やオーストラリア労働党、ニュージーランド労働党など英連邦諸国の中道左派や社会民主主義・民主社会主義政党にも見られ、党内で教条主義が限られた影響力しか持たない場合が多い。